# Ikva
De Ikva (Duits: Ikwa of, inmiddels verouderd; Eicha) is een rivier in Oostenrijk en Hongarije.
Hij begint als voortzetting van een aantal Oostenrijkse beken. Deze "bronrivieren" vormen samen een groot bekenstelsel, waarvan de Aubach, Tauscherbach, Zeiselbach en de Spitalbach de belangrijkste beken in dit heuvelachtige gebied zijn. Na een lang verloop van 60 kilometer mondt de Ikva ter hoogte van Tőzeggyármajor in het Einserkanaal uit.

## Verloop

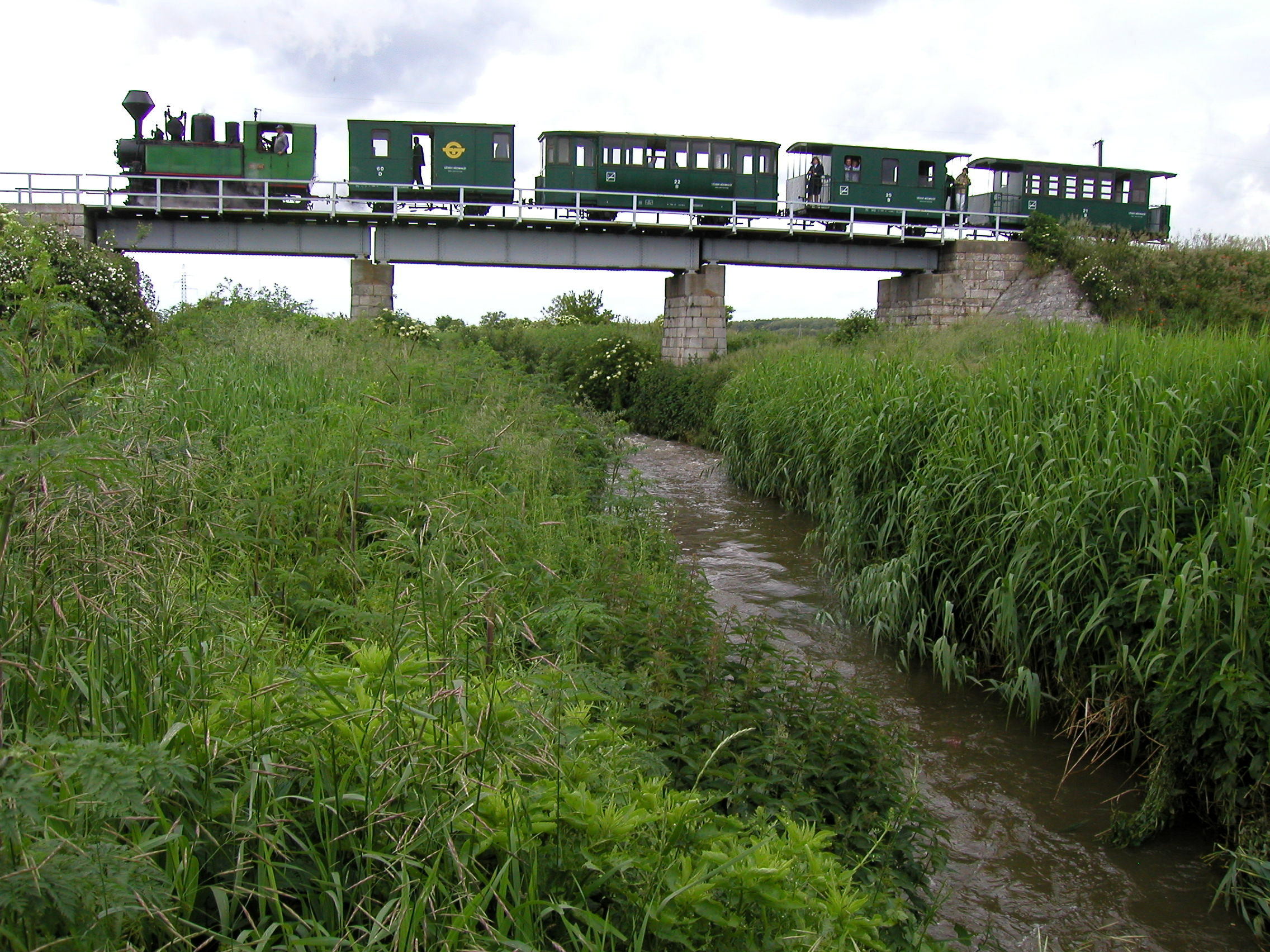
Bij Nagycenk

De Ikva ontspringt als "Aubach" op Oostenrijks grondgebied ten zuidwesten van Loipersbach. Vervolgens stroomt de rivier hellingafwaarts om kort daarna onopvallend door Loipersbach zelf te stromen en net buiten het dorp zich te verenigen met een aantal andere beken om zo de hier geheten "Ikwa" te vormen. Aangezien de grens met Hongarije nabij is, bereikt de nog in Oostenrijk geheten "Ikwa" Hongaars grondgebied en zet de rivier zich voort als "Ikva".
Kort na Hongarije bereikt te hebben, begint de Ikva meteen door Sopron te stromen. Hier bereikt de Ikva ook de middeleeuwse binnenstad. In het middeleeuwse stadscentrum stroomt hij ook onopvallend tussen de huizen door, in tegenstelling tot de modernere wijken aan de rand van Sopron. Hier is de rivier zelfs goed zichtbaar vanuit de binnenstad. Na een lang tracé door de stad verlaat de Ikva deze plaats ook weer.
Kort na het verlaten van deze plaats krijgt de rivier weer volledig de ruimte en neemt zij ondertussen veel beken afkomstig uit Oostenrijk op. De Ikva meandert ondertussen rustig door het vlakke, laaggelegen landschap. Ook bereikt de rivier Fertőszentmiklós, waar ze net buiten het dorp zelf ophoudt met meanderen en meer het karakter krijgt van een kaarsrecht afvoerkanaal.
Het heeft veel voordelen, maar tegelijkertijd ook veel nadelen. De voordelen zijn onder andere dat het water sneller wordt afgevoerd, waardoor er een kleinere kans is dat er overstromingen komen. Nadelen zijn echter dat het minder natuur aantrekt. De Ikva stroomt verder, en stroomt uiteindelijk ook door het dorp Tőzeggyármajor, waar het ook oogt als een kleine sloot. Kort na het verlaten van Tőzeggyármajor mondt de rivier uit in het Einserkanaal.